# NGC 7201
NGC 7201 est une vaste galaxie spirale située dans la constellation du Poisson austral. Sa vitesse par rapport au fond diffus cosmologique est de 4 136 ± 33 km/s, ce qui correspond à une distance de Hubble de 61,0 ± 4,3 Mpc (∼199 millions d'al). NGC 7201 a été découverte par l'astronome britannique John Herschel en 1834.

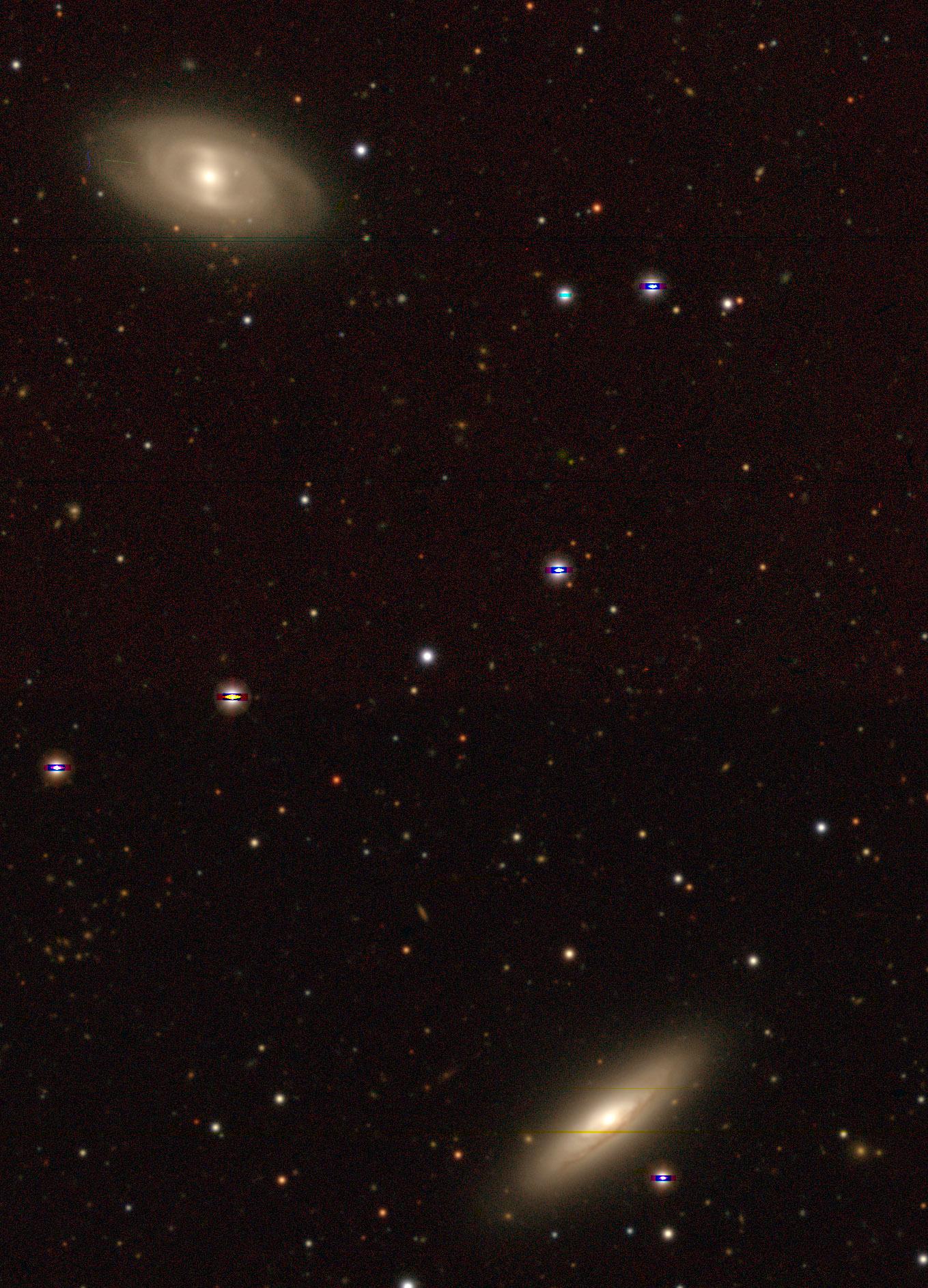
NGC 7201 (en bas) et NGC 7203 (par le projet « Legacy Surveys DR10 ».

Citant un ouvrage publié en 1976 par Gérard de Vaucouleurs, Antoinette de Vaucouleurs et Harold Corwin, la base de données NASA/IPAC mentionne que NGC 7201 et NGC 7203 font partie d'un groupe de galaxies. Mais, puisque la distance de Hubble de NGC 7203 est de 32,6 ± 2,3 Mpc (∼106 millions d'al), ces deux galaxies ne forment sûrement pas un couple réel et ne peuvent donc appartenir à un même groupe. Comme plusieurs autres exemples mentionnés dans cet ouvrage, il s'agit d'un couple purement optique, le produit d'un alignement fortuit sur la sphère céleste.